# Gáll Erwin
Gáll Erwin (más névváltozatban: Gáll Ervin) (1977. szeptember 22., Gyergyószentmiklós) erdélyi születésű magyar történész és régész, a Román Akadémia Vasile Pârvan Régészeti Intézetének tudományos főmunkatársa. Tudományos munkáit magyar, román, angol, orosz és német nyelven publikálja. Kutatási tevékenysége elsősorban az Erdélyi-medence, a Bánság és a Partium középkori népességtörténetére és temetkezési szokásaira, a kereszténység megjelenésére és elterjedésére Erdély területén, valamint a nacionalizmus régészetre gyakorolt hatására irányul.

## Tanulmányai
Középiskolai tanulmányait 1992 és 1996 között a gyergyószentmiklósi Salamon Ernő Gimnáziumban végezte. 1996-ban felvételt nyert a Bukaresti Egyetem történelem szakára, ahol 2000-ben államvizsgázott. 1997-től – Radu Harhoiu szakmai iránymutatásának és ösztönzésének hatására – az Erdélyi-medence 10–11. századi régészeti kérdéseinek kutatásával kezdett el foglalkozni. E vizsgálatokat később kiterjesztette a Bánság és a Partium területeire is. 2000-ben román nyelven megvédett szakdolgozatának címe: Orizontul funerar din secolul X. în Bazinul Transilvan („10. századi temetkezési helyek elemzése az Erdélyi-medencében”). Egyetemi tanulmányai során több, a 10–11. századból származó bánsági temető anyagának és szórványleletének publikálását kezdeményezte, melyek korábban nem szerepeltek a régészeti szakirodalomban. E kutatási eredményeivel két díjat is elnyert az egyetemi Diákkutatási Konferenciákon.
2000-ben Bóna István akadémikus javaslatára felvételt nyert az Eötvös Loránd Tudományegyetem Régészeti Intézetének doktori képzésére, ahol tanulmányait 2001-ben kezdte meg magyar–román kétoldalú ösztöndíj keretében. 2001 és 2005 között végzett kutatásai középpontjában az Erdélyi-medence, a Bánság és a Partium 10–11. századi temetkezési helyei, szórványleletei és kincsleletei álltak. Doktori disszertációját 2008-ban védte meg magyar nyelven, summa cum laude minősítéssel. A dolgozat bővített és szerkesztett változata két kötetben, összesen mintegy 1300 oldal terjedelemben 2013-ban jelent meg. A mű – Hampel József 1905-ös munkái után először – 25 múzeum gyűjteményének anyagát dolgozta fel, 103 000 négyzetkilométeres területről származó leletanyag, 163 temetkezési hely, kincsleletek és szórványleletek átfogó vizsgálatát nyújtva.
Doktori tanulmányai alatt, valamint az azt követő években számos 10–11. századi régészeti lelőhely feltárásának eredményeit publikálta szerzőként vagy társszerzőként. Emellett kutatásai kiterjedtek a hun, a kora és késő avar kori, valamint a 12–13. századi régészeti anyagokra is. Párhuzamosan törekedett Kisléghi Nagy Gyula régészeti naplójának feldolgozására és közzétételére, amely számos – a 19. század vége és a 20. század eleje között feltárt, de mindeddig publikálatlan – 4–12. századi lelőhely dokumentációját tartalmazza. A naplót 2010-ben magyar nyelven jelentette meg.

## Munkássága
2006 és 2009 között a Román Akadémia Vasile Pârvan Régészeti Intézetében kutatóasszisztensként tevékenykedett. 2009-től harmadik fokozatú, majd 2018-tól második fokozatú tudományos főmunkatársként dolgozik az intézményben. 2008-tól egyik kiemelt kutatási témája a 11–13. századi dobokai vár és a környékén feltárt temetkezések vizsgálata, különös tekintettel arra, miként jelentek meg ezek a lelőhelyek a román nemzeti történetírás és régészet nacionalista értelmezési kereteiben. Eredményeit több tanulmányban és önálló kötetben publikálta. 2016-ban jelent meg egyik legjelentősebb tanulmánya, amely a régészet és a 20. századi román nacionalizmus viszonyát tárgyalja: Doboka a „történelemben” Geloutól Istvánig, dhloboku-tól Dobukáig – Az Árpád-kori várkomplexum a XIX–XXI. századi értelmezések béklyójában.
2010-ben posztdoktori ösztöndíjat nyert, amelynek keretében az Erdély területén található, 11–13. századi templom körüli temetők régészeti vizsgálatát végezte el (Analiza necropolelor de tipul „în jurul bisericii” din secolele XI–XIII). Kutatásai során feltárta azt az átmeneti folyamatot, amelynek során a korábbi pogány temetkezések fokozatosan templomkörnyéki keresztény sírhelyekké alakultak, továbbá szintézist dolgozott ki az Erdélyi-medence e korszakbeli temetkezési gyakorlatáról. Kutatásai során feltárta azt az átmeneti folyamatot, amelynek során a korábbi pogány temetkezések fokozatosan templomkörnyéki keresztény sírhelyekké alakultak, továbbá szintézist dolgozott ki az Erdélyi-medence e korszakbeli temetkezési gyakorlatáról. A 2010-es évektől figyelme részben a régészettörténet felé fordult, különös hangsúlyt fektetve arra, hogyan vált a régészet professzionális tudománnyá, és miként hatott rá a 19–20. századi nacionalizmus. E témában számos tanulmányt jelentetett meg magyar, román, angol és orosz nyelven.
Legújabb kutatásai a 6–9. századi régészetre irányulnak, tekintettel arra, hogy a romániai kora középkori kutatások színvonala a kelet-közép-európai átlaghoz képest is elmaradott. E vizsgálatok eredményeként társszerzőként közreműködött Nyugat-Románia egyik legnagyobb temetkezési lelőhelyének, a nagylaki sírmezőnek a régészeti publikálásában. Emellett összehasonlító elemzéseket végzett az avar hódítás társadalmi következményeiről, és egy szintetizáló tanulmányban értelmezte a Bánság fejlődését a 6–9. század közötti időszakban.

## Fontosabb művei

### Önállóan
- A honfoglaló magyarság katonai-politikai rangrétegződése – Rangjelző tárgyak a 10. századi magyar sírokban (1999)

- Erdély kora középkori története és a magyar honfoglalás egy román történész szemszögéből (2001)
- Analysis and Comparison of Burial Customs in the 10th–11th Century in the Transylvanian Basin, Crișana and Banat (A 10–11. századi temetkezési szokások elemzése és összehasonlítása az Erdélyi-medencében, a Partiumban és a Bánságban) (2004–2005)
- The Analysis of Churchyard Cemeteries in Transylvania from the 11th–13th Centuries – From the Pagan Cemetery to the Christian Churchyard (A 11–13. századi erdélyi templomkerti temetők elemzése – A pogány temetőtől a keresztény templomkertig) (2010)
- Burial Customs and the Question of 10th Century Populations in the Transylvanian Basin (Temetkezési szokások és a 10. századi erdélyi-medencei népesség kérdésköre) (2010)
- Doboka-IV. vártérség templom körüli temetője – Régészeti adatok egy észak-erdélyi ispáni központ 11–13. századi fejlődéséhez (2011)
- Az Erdélyi-medence, a Partium és a Bánság 10–11. századi temetői, szórvány- és kincsleletei I–II (2013)
- The Question of the Centres of Power in the Light of the Necropolises from the 10th Century in the Transylvanian Basin – The Case of the Cluj Necropolises (A hatalmi központok kérdése a 10. századi temetők fényében az Erdélyi-medencében – A kolozsvári temetők esete). In: Grundprobleme der frühgeschichtlichen Entwicklung im mittleren Donauraum. Weinstadt: Verlag Bernhard Albert Greiner, 2013, 461–481. o.
- Doboka a „történelemben” – Geloutól Istvánig, dhloboku-tól Dobukáig. Az Árpád-kori várkomplexum a XIX–XXI. századi értelmezések béklyójában (2016)
- Archaeology and Nationalism. The Endless Struggle for Dăbâca (g.: Dobeschdorf; h.: Doboka). Thoughts on Research Development and Archaeological Realities (Régészet és nacionalizmus. A dobokai feltárások körüli küzdelmek – Gondolatok a kutatástörténetről és a régészeti valóságról). In: Communicationes Archaeologicae Hungariae, 2015–2016, 257–323. o. (ISSN 0231-133X)
- At the Periphery of the Avar Core Region. 6th–8th Century Burial Sites near Nădlac (The Pecica–Nădlac Motorway Rescue Excavations) (Avar-kori határvidék – 6–8. századi temetkezések Nagylak térségében. A Pecica–Nagylak autópálya menti megelőző feltárások). Patrimonium Archaeologicum Transylvanicum, 13. Paris–Budapest: Éditions L’Harmattan, 2017. 482. o. (ISBN 978-2-343-13906-7)
- Áttörés a romániai régészetben? (2017)
- A hatalom forrása és a magyar honfoglalás – Hódítás és integráció (2019)

### Társszerzőként
- Kolozsvár születése – Régészeti adatok a város 10–13. századi történetéhez (2013)
- Living in Transylvania in the Last Decades of Dacia Province until the Collapse of the Hunnic "Empire" (250–450) (Élet Erdélyben Dacia tartomány utolsó évtizedeiben, a hun „birodalom” összeomlásáig (250–450) (2017)
- Erdély jogtörténete (2018)
- Archaeological Discoveries Linked to the “First Generation” of the Avar Conquerors Living East of the Tisa during the 6th–7th Centuries. The Grave Cluster in Nădlac – Site 1M (A kora avar hódítók első generációjához köthető sírleletek a Tiszától keletre – A nagylaki 1M lelőhely sírcsoportja). In: Sprawozdania Archeologiczne 72/2 (2020), 373–407. o. (ISSN 0081-3834)
- The Graves from Pecica-Rovine/Căprăvanul Mic and Distribution Networks of Amber and Personal Adornments in the 6th and 7th Centuries (Sírok Pecica-Rovine/Căprăvanul Mic lelőhelyen, és a borostyán, illetve személyes díszek 6–7. századi elosztóhálózatai). In: Vjesnik Arheološkog muzeja u Zagrebu / Journal of the Archaeological Museum in Zagreb, 3. sorozat, LIV (2021), 203–223. o.
- Hortobágy–Árkus kora középkori temetője. Egy elit csoport hagyatéka a 8–10. századi Észak-Tiszántúlról / The Early Medieval Cemetery at Hortobágy-Árkus. The Heritage of an Elite Group from the 8th–10th Century Northern Transtisza Region (társszerző: Gergely Szenthe, további közreműködők: Bernadett Bajnóczi, Annamária Bárány, Péter Barkóczy, Norbert Faragó, Attila M. Horváth, Antónia Marcsik, Viktória Mozgai, Elvira H. Tóth és Béla Török). Archaeologia Hungarica 52, Budapest, 2022.

## Elismerései
2014-ben Székelyföld-díjjal tüntették ki.